# Graufuß-Streifenhörnchen
Das Graufuß-Streifenhörnchen (Tamias canipes, Syn.: Neotamias canipes) ist eine Hörnchenart aus der Gattung der Streifenhörnchen (Tamias). Sie kommt in Teilen von New Mexico und Texas in den Vereinigten Staaten vor.

## Merkmale
Das Graufuß-Streifenhörnchen erreicht eine durchschnittliche Kopf-Rumpf-Länge von etwa 13 Zentimetern, der Schwanz ist mit 9,8 bis 10,8 Zentimetern deutlich kürzer und das Gewicht beträgt etwa 70 Gramm. Das Fell der Tiere ist blass-orangebraun bis zimtfarben, auf dem Rücken befinden sich – wie für die Gattung typisch – fünf dunkle Rückenstreifen, die durch hellere Streifen getrennt sind. Von anderen Arten unterscheidet es sich durch die graue Färbung der Oberseite der Hinterfüße, im Vergleich zum Kleinen Streifenhörnchen (Tamias minimus) ist es etwas größer.

## Verbreitung

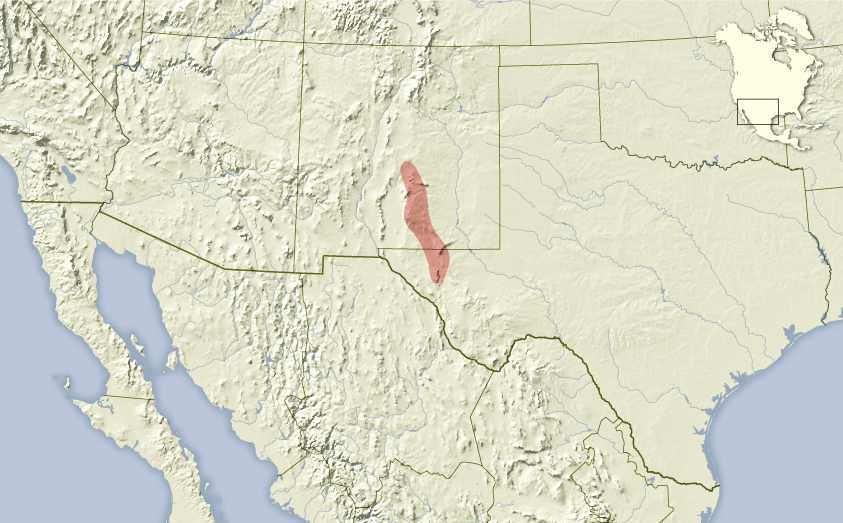
Verbreitungsgebiet des Graufuß-Streifenhörnchens

Das Graufuß-Streifenhörnchen kommt in Teilen von New Mexico und Texas in den Vereinigten Staaten vor. Dabei ist es in New Mexico auf den Südosten des Bundesstaates in den Capitan, Jicarilla, Gallinas und den Sacramento Mountains mit der Sierra Blanca in Höhen von 1600 bis 3600 Metern begrenzt, in Texas kommt es nur im westlichen Teil in den Guadalupe Mountains und der Sierra Diablo in Höhen von 1800 bis 2500 Metern vor.

## Lebensweise
Das Graufuß-Streifenhörnchen ist eine Waldart der höheren Gebirgslagen, die vor allem am Waldrand lebt und Bereiche mit vergleichsweise großen Mengen von abgefallenen Holz- und Laubresten am Boden bevorzugt. Es kommt in verschiedenen Wald- und Gebüschlebensräumen sowie auf Lavafeldern und Geröllflächen vor. Die Lebensräume sind häufig geprägt durch das Vorkommen von Douglasfichten (Pseudotsuga menziesii) und Gelb-Kiefern (Pinus ponderosa). In ausgedünnten Forstbeständen und jungen Waldbeständen kommt die Art zudem häufiger vor als in älteren, dichten Waldteilen.
Die Art ist tagaktiv und primär bodenlebend, können als gute Kletterer jedoch auch Bäume und Gebüsche besteigen und im Geäst nach Nahrung suchen. Die Tiere ernähren sich vor allem herbivor von Samen von den Zapfen der Nadelbäume, Wacholderfrüchten, Pilzen und Eicheln, wobei letztere vor allem vom Spätsommer bis in den Winter den Hauptteil der Nahrung ausmachen. Auch Insekten können Bestandteil der Nahrung sein. Sie sind vor allem am frühen Morgen aktiv, wenn sie nach Nahrung suchen. Die Tiere überwintern vor allem im Oktober und halten über den Winter eine Winterruhe, wobei sie den gesamten Winter über im Nest bleiben und dort Nahrungsreserven anlegen. Die Nester werden unter Holzstapeln, in Baumstümpfen und Wurzeln sowie in Erdhöhlen angelegt.
Die Fortpflanzungszeit liegt im späten Frühjahr bis Frühsommer und die Jungtiere werden vom späten Mai und Juni bis in den August geboren und sie verlassen die Muttertiere im Herbst. Bei Gefahr stoßen sie einen schrillen und abgehackten Schrei aus, der dem des Grauhals-Streifenhörnchens (Tamias cinereicollis) und des Colorado-Streifenhörnchens (Tamias quadrivittatus) entspricht. Über potenzielle Fressfeinde liegen keine Informationen vor, als Parasiten sind Eimeria cochisensis und Eimeria dorsalis dokumentiert.

## Systematik
Das Graufuß-Streifenhörnchen wird als eigenständige Art innerhalb der Gattung der Streifenhörnchen (Tamias) eingeordnet, die aus 25 Arten besteht. Die wissenschaftliche Erstbeschreibung stammt von dem amerikanischen Naturforscher Vernon Orlando Bailey aus dem Jahr 1902, der die Art als Eutamias cinereicollis canipes anhand von Individuen aus den Guadalupe Mountains im Culberson County, Texas, einführte. Der Fundort wurde später von Arthur Holmes Howell auf den Dog Canyon eingegrenzt. Innerhalb der Streifenhörnchen wird das Graufuß-Streifenhörnchen gemeinsam mit den meisten anderen Arten der Untergattung Neotamias zugeordnet, die auch als eigenständige Gattung diskutiert wird. Ursprünglich wurde es als Unterart des Grauhals-Streifenhörnchens (Tamias cinereicollis) betrachtet und gilt seit dem Ende des 20. Jahrhunderts als eigenständige Art.
Innerhalb der Art werden mit der Nominatform zwei Unterarten unterschieden:
- Tamias canipes canipes: Nominatform; kommt im größten Teil des Verbreitungsgebiets vor.
- Tamias canipes sacramentoensis: kommt nur in den Sacramento Mountains in New Mexico vor. Die Unterart weist im Gegensatz zur Nominatform einen Geschlechtsdimorphismus auf, bei dem die männlichen Tiere kleiner als die weiblichen sind.

## Status, Bedrohung und Schutz
Das Graufuß-Streifenhörnchen wird von der International Union for Conservation of Nature and Natural Resources (IUCN) als „nicht gefährdet“ (least concern) eingeordnet. Obwohl es auf ein sehr begrenztes Verbreitungsgebiet von weniger als 20.000 km2 begrenzt ist, wird es als relativ häufig eingestuft und es sind keine bestandsgefährdenden Risiken bekannt. Kleinere Populationen sind allerdings anfällig für Waldbrände.

## Belege
1. 1 2 3 4 5 6 7  Richard W. Thorington Jr., John L. Koprowski, Michael A. Steele: Squirrels of the World. Johns Hopkins University Press, Baltimore MD 2012; S. 319–320. ISBN 978-1-4214-0469-1
2. 1 2 3 4  Neotamias cinereicollis in der Roten Liste gefährdeter Arten der IUCN 2015.3. Eingestellt von: A.V. Linzey & NatureServe (G. Hammerson), 2008. Abgerufen am 24. November 2015.
3. 1 2  Tamias (Neotamias) canipes In: Don E. Wilson, DeeAnn M. Reeder (Hrsg.): Mammal Species of the World. A taxonomic and geographic Reference. 2 Bände. 3. Auflage. Johns Hopkins University Press, Baltimore MD 2005, ISBN 0-8018-8221-4.
4. ↑  Vernon Orlando Bailey: Seven new mammals from western Texas. Proceedings of The Biological Society of Washington 15, 1902; S. 117–120. (Digitalisat)
5. 1 2  Troy L. Best, Jarel L. Bartig, Clayton D. Hilton: Tamias canipes. Mammalian Species 411, 1992.
6. ↑  Bruce D. Patterson, Ryan W. Norris: Towards a uniform nomenclature for ground squirrels: the status of the Holarctic chipmunks. Mammalia 80 (3), Mai 2016; S. 241–251 doi:10.1515/mammalia-2015-0004